# Callerebia dohertyi
Callerebia dohertyi är en fjärilsart som beskrevs av Evans 1924. Callerebia dohertyi ingår i släktet Callerebia och familjen praktfjärilar. Inga underarter finns listade i Catalogue of Life.